# Marloffstein
Marloffstein là một thị trấn thuộc huyện Erlangen-Höchstadt, trong bang Bayern, nước Đức. Đô thị Marloffstein có diện tích 6,63 km², dân số thời điểm 31 tháng 12 năm 2006 là người.